# Нова-Санта-Барбара
Нова-Санта-Барбара (порт. Nova Santa Bárbara)  —  муниципалитет в Бразилии, входит в штат Парана. Составная часть мезорегиона Север Пиунейру-Паранаэнси. Входит в экономико-статистический  микрорегион Асаи. Население составляет 3527 человек на 2006 год. Занимает площадь 71,763 км². Плотность населения — 49,1 чел./км².

## Статистика
- Валовой внутренний продукт на 2003 год составляет 22 582 765,00 реалов (данные: Бразильский институт географии и статистики).
- Валовой внутренний продукт на душу населения на 2003 год составляет 6334,58 реалов (данные: Бразильский институт географии и статистики).
- Индекс развития человеческого потенциала на 2000 год составляет 0,701 (данные: Программа развития ООН).